# Heliamphora minor

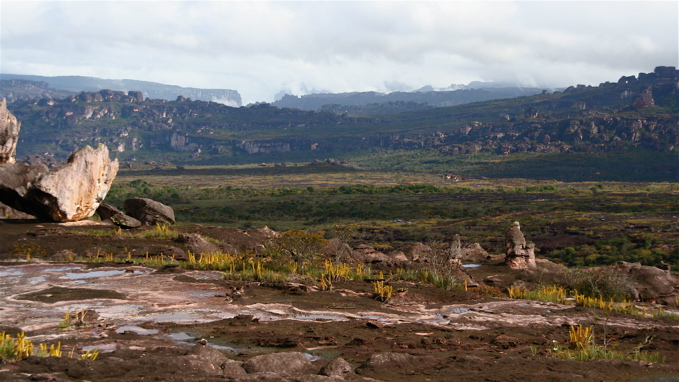
Das Hochplateau des Auyan-Tepui

Heliamphora minor ist eine fleischfressende Pflanze und die kleinste Art aus der Gattung der Sumpfkrüge (Heliamphora). Die Pflanze ist nur von einem Tafelberg aus Venezuela bekannt.

## Merkmale
Mit 10 bis 15 Zentimetern langen Schläuchen und einer Breite von 3 bis 5 Zentimetern an der Öffnung wirkt Heliamphora minor eher gedrungen. Der untere Teil des Schlauchs ist leicht bauchig, der obere Teil zylindrisch bis leicht trichterförmig. Die Einschnürung zwischen den beiden Teilen ist meist wenig ausgeprägt.
Die Pflanze ist innen dicht mit feinen Härchen besetzt, diese sind 0,1 bis 0,5 Millimeter lang. Diese feinen Härchen sind mit freiem Auge kaum sichtbar oder fehlen ganz und die Innenseite der Schläuche wirkt größtenteils glatt. Dieses Merkmal kann zur Unterscheidung von der ebenfalls kleinen, aber deutlich länger behaarten Heliamphora pulchella herangezogen werden. Am Rand der Öffnung sitzt ein Saum von 1 bis 3 Millimeter langen Härchen, die nach innen zeigen und verhindern, dass ein Insekt aus der Falle krabbelt. Ein weiterer Ring aus 4 bis 5 Millimeter langen Härchen befindet sich auf der Innenseite im Mittelteil der Falle. 
An der Vorderseite des Blattes befindet sich ein 5 bis 15 Millimeter langer Einschnitt, der als Überlauf für das Regenwasser dient. Der helmförmige Deckel sitzt auf einem kleinen Stiel, er misst 0,5 bis 1 Zentimeter im Durchmesser. Bei genügend Licht färben sich die Schläuche rot.

## Vorkommen
Heliamphora minor ist ein Endemit des Auyan-Tepuis im Nationalpark Canaima im Süden von Venezuela.

## Forschungsgeschichte
Heliamphora minor wurde erstmals 1937 von George Henry Hamilton Tate entdeckt. Die Erstbeschreibung geht auf die Arbeit von Henry Allan Gleason zurück, der 1939 die Flora des Auyan-Tepui beschrieben hatte. Julian Alfred Steyermark beschrieb 1984 eine Form Heliamphora minor f. laevis.
Vorkommen auf dem Chimantá-Massiv und den umliegenden Tepuis wie dem Aprada- und dem Akopan-Tepui, die früher Heliamphora minor zugerechnet wurden, wurden 2005 unter dem Namen Heliamphora pulchella als eigene Art abgetrennt.